# Weltmeisterschaften im Bogenschießen 1958
Die Weltmeisterschaften im Bogenschießen 1958 wurden vom 20. bis 23. Juli in der belgischen Hauptstadt Brüssel ausgetragen.

## Ergebnisse Recurvebogen
| Disziplin         | Gold                                                         | Silber                                                          | Bronze                                                        |
| ----------------- | ------------------------------------------------------------ | --------------------------------------------------------------- | ------------------------------------------------------------- |
| Männer Einzel     | Stig Thysell                                                 | Olavi Kallionpää                                                | Roy Matthews                                                  |
| Frauen Einzel     | Sigrid Johansson                                             | Ann Weber-Corby                                                 | Carole Meinhart                                               |
| Männer Mannschaft | Finnland Olavi Kallionpää Tapio Rautavaara Väinö Ansala      | Schweden Stig Thysell Sten-Erik Carlsson Olof Tengroth          | Vereinigte Staaten James Caspers Tim Cantwell Ozziek Smathers |
| Frauen Mannschaft | Vereinigte Staaten Ann Sevey Ann Weber-Corby Carole Meinhart | Tschechoslowakei Eliška Šafránková Irena Brizová Božena Deptová | Südafrikanische Union Jutta Booysen D. Joubert L. Jacobs      |

## Medaillenspiegel
| Platz  | Land                  | Gold | Silber | Bronze | Gesamt |
| ------ | --------------------- | ---- | ------ | ------ | ------ |
| 1      | Vereinigte Staaten    | 4    | 1      | –      | 5      |
| 2      | Großbritannien        | –    | 2      | –      | 2      |
| 3      | Schweden              | –    | 1      | –      | 1      |
| 4      | Finnland              | –    | –      | 2      | 2      |
| 5      | Südafrikanische Union | –    | –      | 1      | 1      |
| 5      | Tschechoslowakei      | –    | –      | 1      | 1      |
| Gesamt | Gesamt                | 4    | 4      | 4      | 12     |